# VOCAbuLarieS
VOCAbuLarieS — студийный альбом Бобби Макферрина, вышедший 6 апреля 2010 года, через восемь лет после предыдущего альбома певца Beyond Words (2002).

## Об альбоме
VOCAbuLarieS включает несколько композиций, состоящих из наложения множества вокальных партий при минимуме инструментального аккомпанемента. Помимо Макферрина в записи альбома приняли участие более 50 вокалистов. Продюсером и соавтором всех композиций выступил певец и композитор Роджер Трис, участник ансамбля Voicestra, созданного Макферрином.

### Название
Название альбома в переводе с английского означает «словари», при этом заглавные буквы складываются в слово VOCALS, то есть «вокалы, голоса». Обложка альбома содержит, помимо оригинального названия, его перевод на разные языки; в частности, русский перевод выглядит как «лексиконы».

## Отзывы
Григорий Дурново (Звуки.ру):
Возможно, содержащийся в английском названии каламбур отчасти передал бы другой вариант перевода, «Г(О)ЛОсСАрии». Потому что главное на этом альбоме — именно голоса.

...здесь мы как будто присутствуем при сложнейшем и захватывающем древнем обряде, в который того и гляди вовлекут кого-то из нас. Мы угадываем какие-то элементы (только что был джаз, это фанк, а вот уже и что-то восточное, а теперь африканское), угадываем языки (где-то, кажется, слышен и русский, а где-то и придуманный самим Бобби), но целое назвать затрудняемся. Новая музыка? Возможно, но с трепетом и почтением обращенная к всемирному наследию.
Александр Беляев:
Результат — наконец-то доступный — хочется описывать в самых примитивных терминах: музыка приятная, веселая, позитивная, мелодичная и душевная. На первый взгляд так оно и есть, альбом прост, полезен и прекрасен, как куриное яйцо: светлый, гладкий, совершенной формы, питательный. А на самом деле (на второй взгляд) это работа с дико навороченным продюсированием, настоящая вавилонская башня вокального жанра.
Владимир Андрюха:
На диске представлены исключительно виртуозные акапеллы. Максимум вокала — минимум музыки. Хотя о музыке вообще говорить не приходится, ведь то созвучие голосов, которое представлено здесь, выше всяких виртуозных музыкальных излишеств. Музыка альбома — это голос. Голос и его возможности в исполнении всей мировой музыкальной палитры от классики до r'n'b. Этот альбом есть не что иное, как гениальный эксперимент Бобби Макферрина, его открытие на пути абсолютно нового музыкального жанра.

## Список композиций
| №  | Название              | Текст песни              | Длительность |
| -- | --------------------- | ------------------------ | ------------ |
| 1. | «Baby»                | McFerrin, Treece         | 8:04         |
| 2. | «Say Ladeo»           | McFerrin, Rosler, Treece | 8:44         |
| 3. | «Wailers»             | McFerrin, Treece         | 10:25        |
| 4. | «Messages»            | Rosler, Treece           | 11:22        |
| 5. | «The Garden»          | McFerrin, Treece         | 8:34         |
| 6. | «He Ran to the Train» | McFerrin, Treece         | 10:29        |
| 7. | «Brief Eternity»      | Rosler, Treece           | 6:13         |

## Участники записи
- Bobby McFerrin — основной вокал
- Roger Treece — вокал, перкуссия/синтезатор (1-6)
- Lisa Fischer — вокал
- Joey Blake — вокал (1-6)
- Kim Nazarian — вокал (1-6)
- Janis Siegel — вокал (1-3, 5, 6)
- LaTanya Hall — вокал (1-6)
- Luciana Souza — вокал (2-6)
- Albert Hera — вокал (3-6)
- Lauren Kinhan — вокал (1, 3, 5, 6)
- Peter Eldridge — вокал (1, 4, 5, 7)
- Alexandra Montano — вокал (2, 4, 7)
- Andrea Figallo — вокал (4, 6, 7)
- Darmon Meader — вокал (1, 2, 7)
- Darryl Tookes — вокал (3, 5, 6)
- Dave Worm — вокал (3, 5, 6)
- Katie Campbell — вокал (1, 4, 7)
- Kristina Boerger — вокал (1, 4, 7)
- Amelia Watkins — вокал (4, 7)
- Aubrey Johnson — вокал (2, 4)
- David Root — вокал (4, 7)
- Everett Bradley — вокал (3, 5)
- Fletcher Sheridan — вокал (4, 7)
- Gary Eckert — вокал (1, 2)
- Mark Johnson — вокал (4, 7)
- Michele Eaton — вокал (4, 7)
- Michelle Mailhot Vines — вокал (4, 7)
- Pierre Cook — вокал (5, 6)
- Rhiannon — вокал (3, 5)
- Ryland Angel — вокал (4, 7)
- Sandra Anderson — вокал (1, 7)
- Beth Quist — вокал (1)
- Bonnie Denise Christensen — вокал (2)
- Cole Davis — вокал (7)
- Curtis King — вокал (3)
- Daniel Abraham DeVeau — вокал (7)
- Darren Percival — вокал (2)
- Datevik Hovanesian — вокал (3)
- David B. Whitworth — вокал (3)
- Elizabeth Farnum — вокал (4)
- Gayla Morgan — вокал (4)
- Josephine Lee — вокал (1)
- Judy Doneghy — вокал (1)
- Kevin Osborne — вокал (1)
- Lincoln Briney — вокал (2)
- Marlon Saunders — вокал (5)
- Michael Steinburger — вокал (4)
- Michele Weir — вокал (1)
- Richard Slade — вокал (4)
- Rosana Eckert — вокал (2)
- Sussan Deyhim — вокал (3)
- Theo Bleckmann — вокал (4)
- Thom Baker — вокал (4)
- Alex Acuna — перкуссия (1-6)
- Donny McCaslin — саксофон (4)
- Pedro Eustache — духовые (4)